# Gourmya gourmyi
Gourmya gourmyi là một loài ốc biển, là động vật thân mềm chân bụng sống ở biển thuộc họ Cerithiidae.

## Miêu tả
Loài này có kích thước giữa 30 mm và 75 mm

## Phân bố
Chúng phân bố ở Thái Bình Dương Ocean dọc theo Nouvelle-Calédonie và New Hebrides.